# Stunt cock
Lo Stunt cock è il termine per un pene sostitutivo (a volte protesico) utilizzato durante le riprese di film pornografici.
Lo stunt cock viene utilizzato in un primo piano estremo per non identificare il reale attore, l'obiettivo è di "ingannare" lo spettatore facendogli credere che sia il pene dell'attore principale. Quindi, uno stunt cock è analogo a uno stuntman, che gira in modo anonimo alcune sequenze pericolose dal vivo, al posto dell'attore principale; sebbene il termine trae il suo nome da questo termine, la sua applicazione pratica è più analoga a quella della controfigura.

## Uso nell'industria
L'uso di stunt cock è un cavallo di battaglia molto comune nell'industria della pornografia.
Lavorare su un film pornografico può essere molto impegnativo ed è spesso difficile per gli attori recitare a comando nella sequenza delle scene richieste. La funzione comune è quella di sostituire un attore che non è in grado di raggiungere l'erezione o l'eiaculazione con un altro attore che ha un pene di dimensioni e aspetto simili, in modo da poter rispettare i tempi previsti per le riprese.

## Diffusione
- Nel film The First Nudie Musical (1976), il personaggio Rosie (interpretato da Cindy Williams di Laverne & Shirley) annuncia l'arrivo di uno stunt cock per completare le riprese di una scena chiave porno;
- In Orgazmo (1997), Trey Parker viene sostituito con uno stunt cock, non volendo partecipare alle scene sessuali per la sua fede mormone;[4]
- Nel sesto libro di The Dresden Files, Blood Rites, Harry indaga su una troupe di film pornografici e viene scambiato per un pene acrobatico da uno degli attori;
- Uno stunt cock viene usato nello show televisivo Californication per completare le riprese di Vagina Town quando l'attore principale ha "coke dick".

## Diffusione nei film non pornografici
- Antichrist, diretto da Lars von Trier[5].